# Źródła prawa

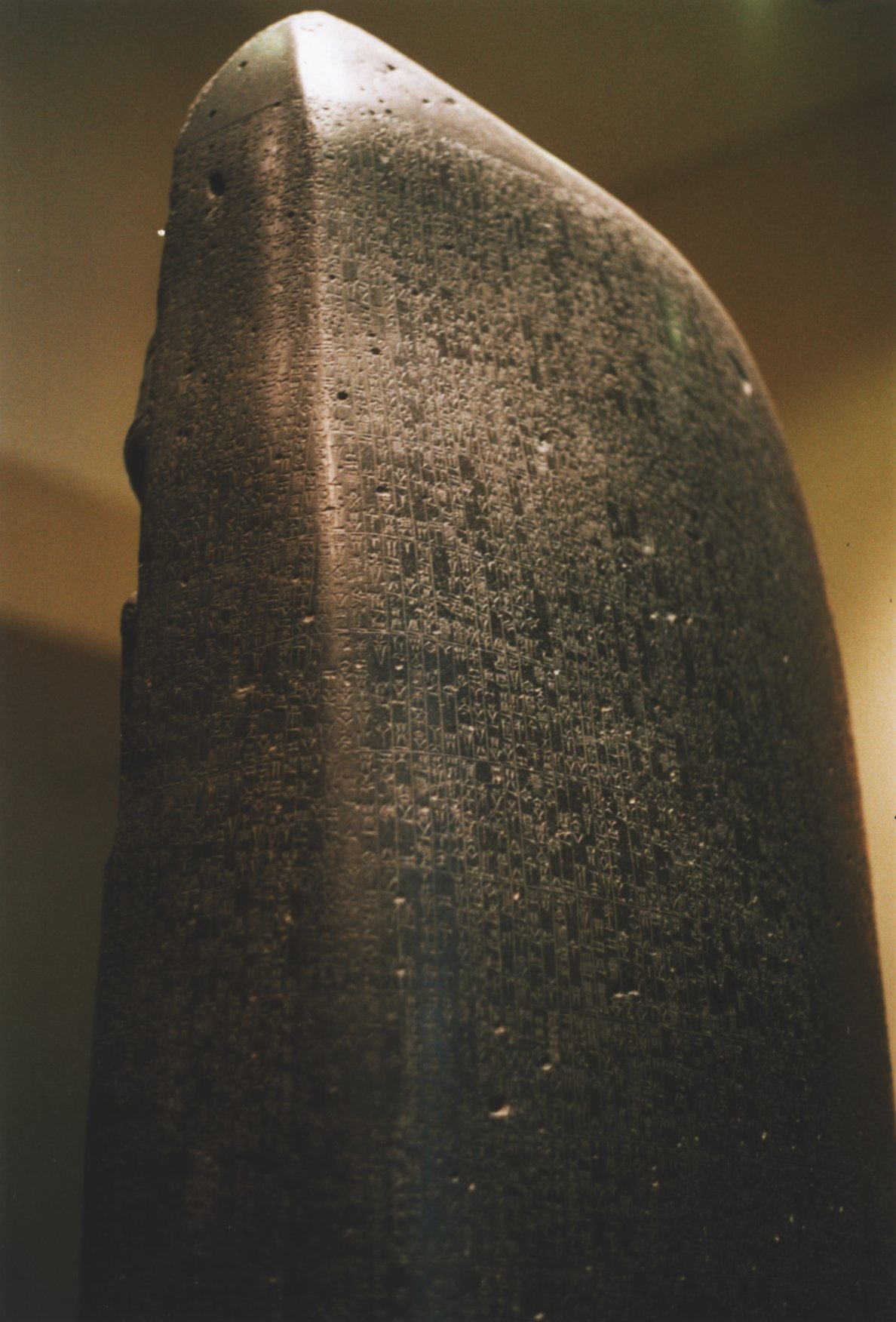
Kodeks Hammurabiego

Źródła prawa (łac. fontes iuris) – to, co stanowi prawo, albo to, co nie stanowi oficjalnie prawa, ale ma duży wpływ na kształt, jaki prawo posiada.

## Typologia źródeł prawa
- Fontes iuris oriundi – źródła powstania/pochodzenia prawa w sensie tego, co powoduje lub przyczynia się do powstania prawa[2].
- Fontes iuris cognoscendi – źródła poznania prawa w sensie tego, co umożliwia zapoznanie się z treścią prawa[2].
- Formalne – źródła powstania prawa. Jest nimi to, co formalnie tworzy prawo. Należą do nich np. akty prawa stanowionego np.: konstytucja, ustawa, rozporządzenie[2].
- Materialne – źródła powstania prawa. Jest nimi to, co ma faktyczny wpływ na to, jakie prawo formalnie jest tworzone[2].
- Oficjalne – źródła poznania prawa, które są autoryzowane przez państwo. W Polsce należą do nich takie publikatory aktów prawnych jak np. Dziennik Urzędowy Unii Europejskiej czy Dziennik Ustaw[2].
- Nieoficjalne – źródła nieautoryzowane przez państwo. Należą do nich np. artykułu naukowe, podręczniki, komentarze do ustaw i kodeksów, bazy informacji prawnej[2].
- Samoistne – mogą stanowić samodzielną podstawę wyroku sądowego lub decyzji administracyjnej[2].
- Niesamoistne – nie mogą stanowić samodzielnej podstawy wyroku sądowego lub decyzji administracyjnej, mogą jednak pomóc w wyjaśnieniu zawartości (treści) źródeł prawa samoistnych[2].

## Źródła prawa ogólnie
- akty prawa stanowionego, takie jak konstytucje, ustawy, rozporządzenia, uchwały, zarządzenia, edykty, dekrety, patenty, ordonanse, kodeksy itp.
- dotychczas wydane orzeczenia sądowe, zwane powszechnie precedensami
- prawne zwyczaje
- umowy, traktaty, układy, konwencje, przymierza, pakty, konkordaty, porozumienia, karty, deklaracje, zakładowe i ponadzakładowe układy zbiorowe pracy itp.
- poglądy i opinie uczonych w prawie
- w niektórych państwach święte księgi jak np. Koran
- nakazy rozumu, poczucie tego co słuszne i zasadne albo odwieczne prawa boskie lub prawa przyrody
- potrzeby i nastroje społeczne, aktualne wyzwania gospodarcze i polityczne, układ sił politycznych w parlamencie, powszechnie głoszone i wyznawane poglądy oraz ideologie, możliwości, jakie zostały uzyskane dzięki rozwojowi techniki itp.[3].

## Źródła prawa międzynarodowego
Tradycyjnie do źródeł prawa międzynarodowego należą umowy międzynarodowe i zwyczaj międzynarodowy. Do tych dwu podstawowych źródeł dodaje się ogólne zasady prawa. Do źródeł prawa międzynarodowego od połowy XX wieku zalicza się także wiążące, prawotwórcze uchwały organizacji międzynarodowych. Niektórzy autorzy do źródeł prawa międzynarodowego zaliczają także akty jednostronne państw (notyfikacja, zastrzeżenie, uznanie).

## Źródła prawa Unii Europejskiej
Źródła prawa Unii Europejskiej dzieli się na pierwotne i wtórne. Źródła pierwotne obejmują traktaty założycielskie Wspólnot Europejskich i Unii Europejskiej, umowy zmieniające owe traktaty, a także traktaty akcesyjne kolejnych państw członkowskich. Do źródeł prawa wtórnego zalicza się w pierwszej mierze rozporządzenia i dyrektywy i decyzje. Często zalicza się także opinie i zalecenia, choć nie zawierają one norm generalno-abstrakcyjnych, ponieważ nie są prawnie wiążące.